# 国际海关税则出版联盟
国际海关税则出版联盟是一个总部设在布鲁塞尔的国际组织，1890年建立。联盟负责翻译和出版各国的海关税则及修改税则的法令和行政条例，目的是尽可能及时和正确地出版和公布世界各国的海关税则及随后的修改规定，公布以出版《国际关税杂志》的方式进行。

## 现状
联盟绝大多数成员现已退出。